# Франкфурт (футбольный клуб, Франкфурт-на-Одере)
«Фра́нкфурт» (нем. 1. FC Frankfurt) — немецкий футбольный клуб из города Франкфурт-на-Одере. Основан в 1951 году.

## «Форвертс» Лейпциг
- 1951 год — образование клуба «Форвертс» (Лейпциг) (KVP Vorwärts Leipzig)
- Клуб играет в Оберлиге, с 1951/52 во второй лиге

## «Форвертс» Берлин
В 1953 году клуб переехал в Берлин (ZSK Vorwärts Berlin), чтобы улучшить имидж берлинского футбола. Многие игроки берлинских клубов в то время покинули ГДР в Западный Берлин или в ФРГ. Размещением армейского клуба политическое руководство ГДР хотело предотвратить утечку кадров.
В 1954 году клуб был переименован в ASK Vorwärts Berlin. Под этим названием клуб вернулся в Оберлигу. Началось «золотое время» клуба. В 1965 году клуб снова был переименован, в этот раз в FC Vorwärts Berlin.
В футбольных кругах считается доказанным, что успех команды не понравился министру по госбезопасности ГДР Эриху Мильке. Он возглавлял спортивный союз органов безопасности ГДР и не хотел конкуренции своему детищу БФК Динамо. Он добивался вытеснения соперника, который был намного популярнее армейской команды из столицы республики. 31 июля 1971 в министерстве обороны было принято решение о «делегации» клуба в окружной город Франкфурт.

## Достижения
- Чемпион ГДР (6): 1958, 1960, 1962, 1965, 1966, 1969
- Обладатель Кубка ОСНП по футболу (2): 1954, 1970

## «Форвертс» Франкфурт-на-Одере
- 1971 год — клуб переезжает во Франкфурт-на-Одере (Vorwärts Frankfurt/Oder)
- 1977/78 — вторая лига

## «Виктория» Франкфурт-на-Одере
- 1990/91 — возвращение в Оберлигу
- февраль 1991 — после объединения Германии, чтобы не ассоциироваться с Армией, создание нового клуба под названием ФК Виктория 91 Франкфурт-на-Одере
- 1991 — квалификация во Вторую Бундеслигу не удаётся
- 1993 год — меняется название на Франкфуртский ФК Виктория 91, что не особо влияет на название в русских СМИ. (Frankfurter FC Viktoria 91)[1]

## Ультрас
Ультрас-группа «Франкфурт»: «Sektion FF».